# Administration savoyarde du Pays de Vaud
XIIIe siècle – 1536
Entités suivantes :
- Administration bernoise du Pays de Vaud

L’administration savoyarde du Pays de Vaud définit le territoire et la gestion par les princes de la maison de Savoie, en Pays de Vaud, à partir du XIIIe siècle, jusqu'à l'invasion bernoise, en 1536. Le pays de Vaud savoyard est divisé en trois entités : la principauté épiscopale de Lausanne, le bailliage du Chablais et le bailliage de Vaud, lequel devient un apanage que les princes font gouverner par un officier local, le bailli de Vaud, et organisé en châtellenies, ayant à leur tête un châtelain. Le nombre de ces derniers varie au cours de la période.

## Histoire

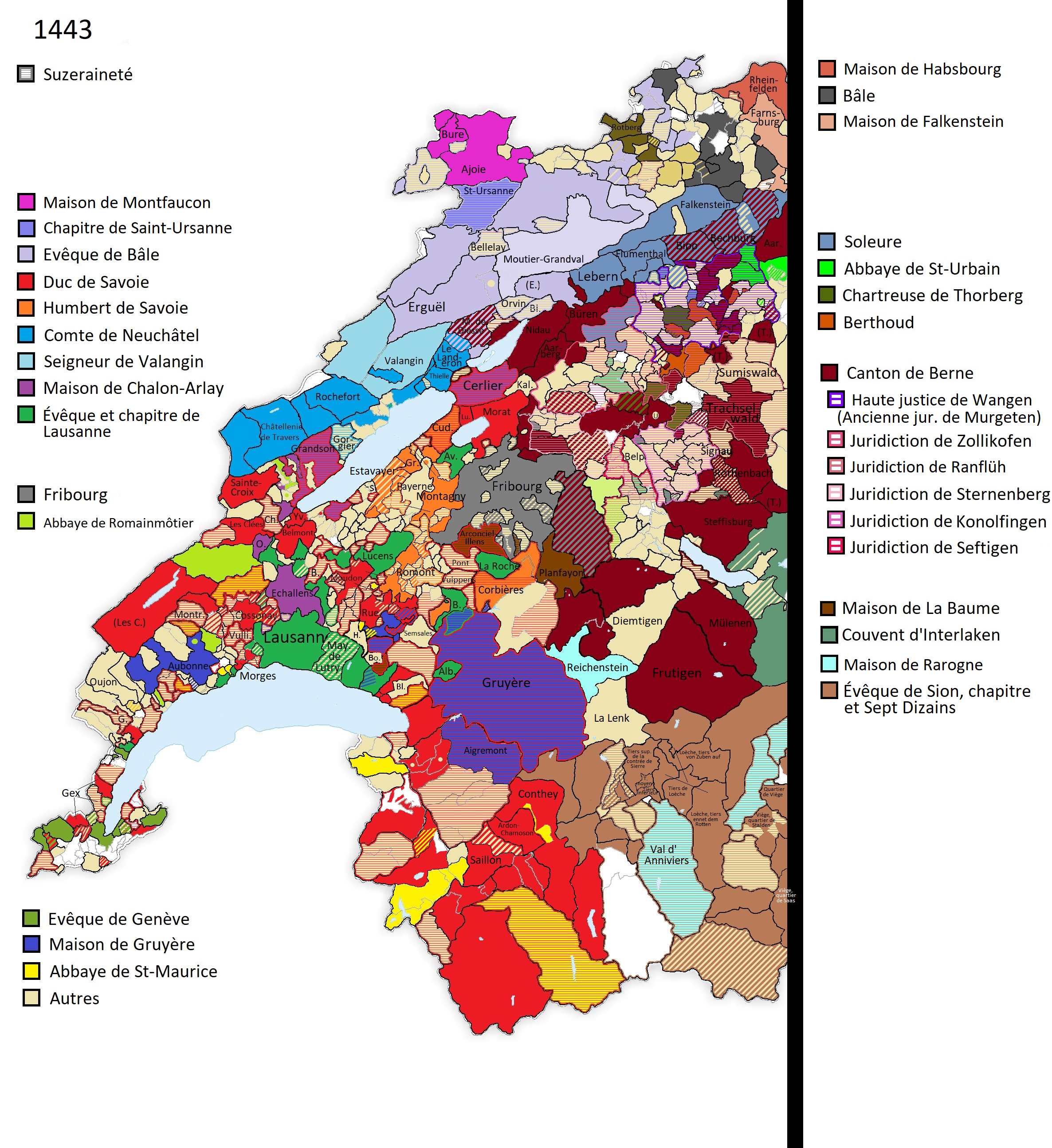
Carte de l'actuelle Suisse occidentale en 1443.

La présence de la maison de Savoie dans le Pays de Vaud débute avec l'acquisition des droits sur le château de Moudon, en 1207, puis sur la ville en 1219, par le comte de Savoie Thomas Ier,. Les princes de Savoie qui obtiennent l'apanage porte le titre de « Dominus Waudi » , seigneur de Vaud
La « forte présence étatique des Savoie n'a laissé que peu d'espace à l'expression des pouvoirs communaux. »

## Organisation territoriale

### Bailliage de Vaud
1261/1263–1536
Entités suivantes :
- Canton de Berne
- Canton de Fribourg

Le pays de Vaud est organisé en bailliage dont le siège se trouve à Moudon. Le bailli de Vaud (voir ci-après) est souvent également le châtelain de Moudon,. Aymon d'Oron-Bossonnens est le premier à cumuler les deux fonctions. Le bailli est assisté d'un lieutenant, qu'il nomme lui-même.

#### Baillis de Vaud savoyards (XIIIe–XVIesiècle)
La gouvernance du pays de Vaud, devenue baronnie, est confiée à un représentant du comte de Savoie, puis du duc, le bailli (Ballivus Vaudi) à partir de 1260.
L'historien Bernard Andenmatten (2006) fait observer que l'obtention de la charge de bailli par la « haute noblesse seigneuriale vaudoise » augmente avec le temps, notamment à partir du XIVe siècle (familles Montagny, Gruyère, La Sarraz, Oron, Blonay). Auparavant, pour la période entre 1285 et 1320, l'office revient principalement à des membres de familles nobles extérieurs au pays de Vaud. Le premier bailli de Vaud est Hugues de Palézieux en 1261.
Les auteurs du Dictionnaire historique, géographique et statistique du canton de Vaud (1863), Martignier et de Crousaz, produisent une liste à partir des actes notariés, complétée et corrigée par l'historien Albert de Montet (Dictionnaire historique des Genevois et des Vaudois, 1877-1879), puis par Charles Gilliard (« Les baillis de Vaud », 1931). Avec l'établissement des comptes de la châtellenie, avec le rachat de la baronnie de Vaud en 1359, la liste devient plus précise. Certaines notices de l'encyclopédie en ligne, Dictionnaire historique de la Suisse, ainsi que les travaux de Bernard Andenmatten, notamment La maison de Savoie et la noblesse vaudoise (2005), permettent des actualisations ou précisions.

### Châtellenies
Le nombre de châtellenies varie au cours du temps. Il y en a cinq — Moudon, Romont, Rue, Les Clées et Yverdon — en 1271, puis neuf — Morges, Rolle, Nyon et Prangins — à la fin du siècle, et douze en 1359. Tout comme le bailli, les châtelains sont nommés par le comte de Savoie, jusqu'en 1285, puis par les seigneurs de Vaud. Les châtelains ont des compétences militaires, judiciaires et administratives.
Les châtellenies sont les suivantes : Rue, Moudon, Romont (Fribourg), Yverdon-les-Bains et Les Clées.

#### Rue

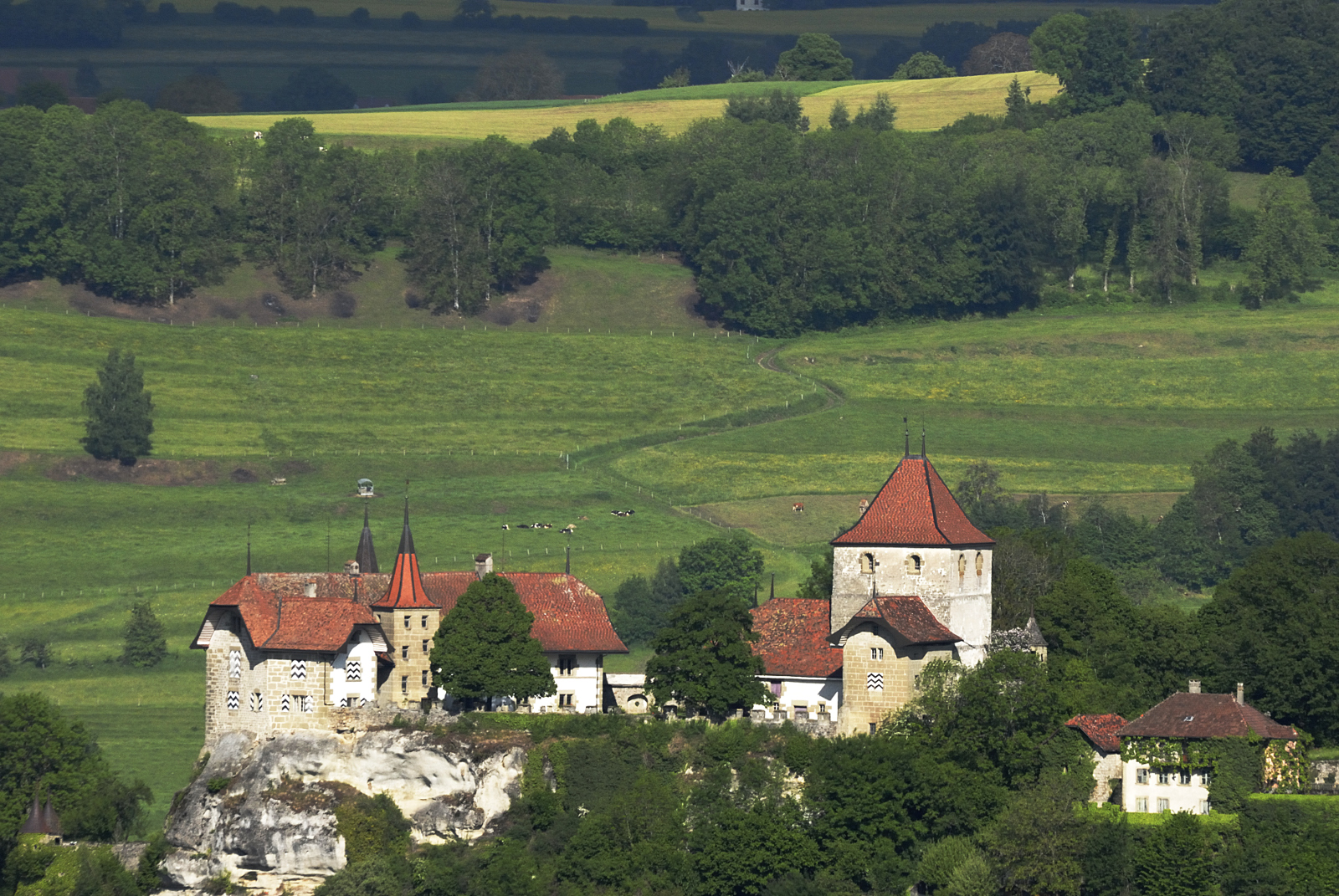
Le château de Rue

La châtellenie de Rue est créée en 1260 à la suite de l'achat des droits de la famille de Rue sur la seigneurie. La châtellenie devient un bailliage fribourgeois à la suite de la conquête du Pays de Vaud.

#### Moudon
1207–1536
Entités suivantes :
- Bailliage de Moudon

La châtellenie de Moudon est créée en 1207. Le premier châtelain est cité en 1225.

#### Yverdon
Un lieutenant du châtelain est mentionné à Yverdon dès 1365.

### Baronnie de Vaud
1286 – 1536
Entités suivantes :
- Duché de Savoie

Une partie du Pays de Vaud a été donnée en apanage à Louis de Savoie, frère cadet du comte Amédée V, qui devient Louis Ier de Vaud et donnant naissance à une branche de la maison de Savoie. La baronnie est créée à la suite d'un accord en 1286, mais un second accord en 1294 la déplace vers l'ouest.
Son fils Louis II lui succède en 1302. En 1359, l'apanage est vendu à Amédée VI par Catherine de Savoie-Vaud.
En 1460, Jacques de Savoie reçoit la baronnie de Vaud en apanage, ainsi que le titre de comte de Romont. Il a créé un conseil, dont le rôle est de certifier l'authenticité des actes qu'il produit et de contrôler les actes des châtelains de la baronnie lorsqu'il est absent. Parmi les conseillers, on peut citer Pierre de Bionnens.

## Justice

### Métral
Le juge inférieur porte le nom de métral (mistralis). C'est un office héréditaire. Il exerce la basse justice en matière mobilière et pécuniaire, mais pas les causes immobilières.

### Vidomne
La charge de vidomne est héréditaire. Il remplace le châtelain lorsque celui-ci est absent.

### Dictionnaire historique de la Suisse
Articles issus du Dictionnaire historique de la Suisse (DHS)
1. ↑  Isabelle Bissegger-Garin, « Burier » dans le Dictionnaire historique de la Suisse en ligne, version du 13 mars 2003..
2. ↑  Monique Fontannaz, « Moudon (commune) » dans le Dictionnaire historique de la Suisse en ligne, version du 28 janvier 2010..
3. ↑  Bernard Andenmatten et al., « Vaud » dans le Dictionnaire historique de la Suisse en ligne.
4. 1 2  Jean-Jacques Bouquet., « Moudon (bailliage, district) » dans le Dictionnaire historique de la Suisse en ligne, version du 16 septembre 2010.
5. 1 2  Bernard Andenmatten, « Hugues de Palézieux » dans le Dictionnaire historique de la Suisse en ligne, version du 9 novembre 2011.
6. ↑  Lionel Bartolini, « Rodolphe IV de Neuchâtel » dans le Dictionnaire historique de la Suisse en ligne, version du 4 novembre 2010.
7. ↑  Nadia Pollini, « Jean de Mont » dans le Dictionnaire historique de la Suisse en ligne, version du 27 novembre 2008.
8. ↑  Nadia Pollini, « Guillaume II de Montagny » dans le Dictionnaire historique de la Suisse en ligne, version du 29 avril 2008.
9. ↑  Nadia Pollini, « Aymon de Montferrand-La Sarraz » dans le Dictionnaire historique de la Suisse en ligne, version du 30 novembre 2007.
10. 1 2 3  Bernard Andenmatten, « d'Oron » dans le Dictionnaire historique de la Suisse en ligne, version du 2 novembre 2009.
11. 1 2  Jean-Luc Rouiller, « François de Montferrand-La Sarraz » dans le Dictionnaire historique de la Suisse en ligne, version du 1er décembre 2008.
12. 1 2  Jean-Daniel Morerod, « Colombier, de (VD) » dans le Dictionnaire historique de la Suisse en ligne, version du 29 août 2005.
13. ↑  Bernard Andenmatten, « de Langin » dans le Dictionnaire historique de la Suisse en ligne, version du 28 novembre 2007.
14. ↑  Hubert Foerster, « de La Mollière » dans le Dictionnaire historique de la Suisse en ligne, version du 26 novembre 2008.
15. 1 2  Ansgar Wildermann / Trad.: Pierre-G. Martin, « Louis de Joinville » dans le Dictionnaire historique de la Suisse en ligne, version du 23 mars 2005.
16. 1 2  Ansgar Wildermann / OME, « Henri de Menthon » dans le Dictionnaire historique de la Suisse en ligne, version du 21 septembre 2007.
17. ↑  Nadia Pollini, « Gaspard de Montmayeur » dans le Dictionnaire historique de la Suisse en ligne, version du 2 décembre 2008.
18. ↑  Jean-Luc Rouiller, « de La Sarraz » dans le Dictionnaire historique de la Suisse en ligne, version du 6 juillet 2011.
19. ↑  Fabienne Byrde, « Antoine d'Avenches » dans le Dictionnaire historique de la Suisse en ligne, version du 20 décembre 2002.
20. ↑  Fabienne Byrde, « Humbert Cerjat » dans le Dictionnaire historique de la Suisse en ligne, version du 12 juillet 2005.
21. ↑  Florian Defferrard, « Rue (seigneurie) » dans le Dictionnaire historique de la Suisse en ligne, version du 22 novembre 2010.
22. ↑  Bernard Andenmatten, « Savoie, Louis Ier de (Vaud) » dans le Dictionnaire historique de la Suisse en ligne, version du 4 avril 2013.
23. ↑  Bernard Andenmatten, « Savoie, Louis II de (Vaud) » dans le Dictionnaire historique de la Suisse en ligne, version du 4 avril 2013.

### Autres références
1. ↑  Ruth Mariotte Löber, Ville et seigneurie : Les chartes de franchises des comtes de Savoie, fin XIIe siècle-1343, Librairie Droz - Académie florimontane, 1973, 266 p. (ISBN 978-2-60004-503-2, lire en ligne), p. 147-148, « Moudon ».
2. ↑  Marie-José de Belgique, La maison de Savoie : Amédée VIII, le duc qui devint pape, vol. 2, Paris, A. Michel, 1962, volume 1 : 425 p. volume 2 (dédiée plus spécifiquement à Amédée VIII) : 300 (ASIN B00CJ720YG), p. 117.
3. 1 2  Tappy 1992, p. 55
4. 1 2  Tappy 1992, p. 56
5. ↑  Andenmatten 2005, p. 197
6. ↑  Poudret 1992, p. 41
7. 1 2  David Martignier et Aymon de Crousaz, Dictionnaire historique, géographique et statistique de canton de Vaud, Imprimerie L. Corbaz et compagnie, 1867 (lire en ligne), pp. 53-56.
8. ↑  Andenmatten 2006, p. 158 (présentation en ligne).
9. 1 2 3 4 5 6 7 8 9  Andenmatten 2006, p. 159 (présentation en ligne).
10. ↑  Albert de Montet, Dictionnaire historique des Genevois et des Vaudois, vol. 2, Lausanne, Georges Bridel éditeur, 1877-1879 Tome premier « A — H » et Tome second « I — Z ».
11. 1 2  Charles Gilliard, « Les baillis de Vaud », Revue historique vaudoise, no 39,‎ 1931, p. 15-21 (lire en ligne).
12. ↑  Andenmatten 2005, p. 356-363.
13. 1 2 3  Salima Moyard, « Crime de poison et procès politique à la Cour de Savoie. L'affaire Pierre Gerbais (1379-1382) », Cahiers lausannois d'histoire médiévale, Lausanne, vol. 44,‎ 2008, p. 14 (ISBN 2940110573).
14. 1 2 3 4 5 6  Paolo Gallone, « Organisation judiciaire et procédure devant les cours laïques du Pays de Vaud à l'époque savoyarde (XIIe – XVe siècle) », paru dans Bibliothèque historique vaudoise, n° 45, Lausanne, 1972, 303 pages, p. 40.
15. ↑  Guido Castelnuovo, « Les maréchaux de Savoie au bas Moyen Âge », dans XXXVIe Congrès des Sociétés Savantes de Savoie, La société savoyarde et la guerre. Huit siècles d'histoire, XIIIe – XXe siècles, Mémoires et Documents de la Société savoisienne d'histoire et d'archéologie, 1997 (lire en ligne), chap. 100, p. 91-99.
16. 1 2  Albert de Montet, Dictionnaire biographique des Genevois et de Vaudois qui se sont distingués dans leur pays ou à l'étranger. Tome Ier A-H, Lausanne, G. Bridel (réimpr. 1995) (1re éd. 1877), 429 p. (lire en ligne), p. 404-405.
17. 1 2 3  Poudret 1992, p. 40
18. ↑  Tappy 1992, p. 58
19. ↑  Andenmatten 2005, p. 152
20. ↑  Andenmatten 2005, p. 152-153